# Championnat d'Islande de football de deuxième division 1989
Navigation
Saison précédente Saison suivante
La saison 1989 de 2. Deild était la 35e édition de la deuxième division islandaise. Les 10 clubs jouent les uns contre les autres lors de rencontres disputées en matchs aller et retour.
Les 2 premiers du classement en fin de saison sont promus en 1. Deild, tandis que les 2 derniers sont relégués en 3. Deild.
Pour la 3e saison consécutive, un club promu de 3. Deild accède directement à l'élite. Cette saison, il s'agit du Stjarnan Gardabaer, qui monte pour la première fois de son histoire en 1. Deild. Il est accompagné de l'ÍBV Vestmannaeyjar, qui remonte parmi l'élite après 3 saisons en 2e division.
En bas de classement, en revanche, un club fait le déplacement inverse : relégué de 1. Deild, le Völsungur Húsavík est de nouveau relégué et jouera la saison prochaine en 3e division.

## Compétition

### Classement
Le barème de points servant à établir le classement se décompose ainsi :
- Victoire : 3 points
- Match nul : 1 point
- Défaite : 0 point

| Rang | Équipe                  | Pts | J  | G  | N | P  | Bp | Bc | Diff |
| ---- | ----------------------- | --- | -- | -- | - | -- | -- | -- | ---- |
| 1    | Stjarnan Gardabaer P    | 43  | 18 | 14 | 1 | 3  | 44 | 16 | +28  |
| 2    | ÍBV Vestmannaeyjar      | 39  | 18 | 13 | 0 | 5  | 49 | 30 | +19  |
| 3    | Víðir Garður            | 38  | 18 | 12 | 2 | 4  | 30 | 21 | +9   |
| 4    | UMF Selfoss             | 28  | 18 | 9  | 1 | 8  | 23 | 27 | -4   |
| 5    | Breidablik Kopavogur    | 22  | 18 | 6  | 4 | 8  | 36 | 32 | +4   |
| 6    | Tindastóll Sauðárkrókur | 20  | 18 | 6  | 2 | 10 | 34 | 28 | +6   |
| 7    | Leiftur Ólafsfjörður R  | 20  | 18 | 5  | 5 | 8  | 15 | 18 | -3   |
| 8    | IR Reykjavik            | 20  | 18 | 5  | 5 | 8  | 22 | 30 | -8   |
| 9    | Völsungur Húsavík R     | 14  | 18 | 4  | 2 | 12 | 23 | 44 | -21  |
| 10   | Einherji P              | 14  | 18 | 4  | 2 | 11 | 21 | 51 | -30  |

|  | Promu en 1. Deild      |
|  | Relégation en 3. Deild |

## Bilan de la saison
| Promotion et relégation |                                       |
| Relégué en 3. Deild     | Völsungur Húsavík Einherji            |
| Promu en 1. Deild       | Stjarnan Gardabaer ÍBV Vestmannaeyjar |

## Meilleurs buteurs
| # | Buteurs             | Clubs                   | Nb de Buts |
| - | ------------------- | ----------------------- | ---------- |
| 1 | Eyjolfur Sverrisson | Tindastóll Sauðárkrókur | 14         |
| 2 | Tomas Ingi Tomasson | ÍBV Vestmannaeyjar      | 12         |
| 2 | Gretar Einarsson    | Víðir Garður            | 12         |
| 2 | Jon þorir Jonsson   | Breiðablik Kopavogur    | 12         |
| 5 | Arni Sveinsson      | Stjarnan Gardabaer      | 11         |
| 6 | Hlynur Stefansson   | ÍBV Vestmannaeyjar      | 9          |